# Laura Howardová
Laura Howardová, rodným jménem Laura Simmons, (* 1977 Chiswick, Londýn) je anglická herečka. Její nejznámější rolí je Cully Barnabyová v britském kriminálním seriálu Vraždy v Midsomeru.

## Život
Howardová dostala první větší roli v roce 1992, kdy hrála dospívající dceru jménem Tammy Rokeby v komediálním seriálu BBC So Haunt Me. V letech 1997–2011 ztvárňovala dceru Toma Barnabyho (John Nettles) Cully v seriálu Vraždy v Midsomeru. Howardová si také zahrála hlavní roli v dramatu Cold Enough For Snow. Dále se objevila v seriálech jako Soldier Soldier, The Bill, Doctors či Casualty.
Howardová také účinkovala v mnoha britských divadelních představeních, včetně premiéry hry Alana Ayckbourna Life of Riley. V červnu 2012 se objevila v Ayckbournově hře The Norman Conquests v Liverpool Playhouse. V roce 2014 si zahrála ve hře Invincible od Torbena Bettse v divadle Orange Tree Theatre a poté v jejím přenesení do St. James Theatre v Londýně. V roce 2016 se objevila ve dvou hrách v rámci sezóny RSC Making Mischief.

## Filmografie

### Film
| Rok  | Titul         | Role          |
| ---- | ------------- | ------------- |
| 2009 | Be Good       | žena u jezera |
| 2011 | Get Well Soon | Janet         |

### Televize
| Rok       | Titul                       | Role                    | Poznámky                      |
| --------- | --------------------------- | ----------------------- | ----------------------------- |
| 1990      | Casualty                    | Victoria Leachová       | díl: Close to Home            |
| 1992      | Covington Cross             | Alexandra Mullensová    | díly: Eviction, Armus Returns |
| 1992–1994 | So Haunt Me                 | Tammy Rokebyová         | hlavní role                   |
| 1995      | The Bill                    | Erica                   | díl: Day of Rest              |
| 1996      | Eskimo Day                  | Pippa                   | televizní film                |
| 1996      | Soldier Soldier             | Deborah Briggsová       | opakující se role (6. řada)   |
| 1997      | Cold Enough for Snow        | Pippa „Muffin“ Lloydová | televizní film                |
| 1997–2011 | Vraždy v Midsomeru          | Cully Barnabyová        | vedlejší role (1.–13. řada)   |
| 1998      | Queen's Park Story          | Lily                    | krátký film                   |
| 2000      | The Bill                    | Star                    | zvířata                       |
| 2004      | Doctors                     | Jane Taylorová          | díl: What If                  |
| 2004      | The Hotel in Amsterdam      | Gillian                 | televizní film                |
| 2006      | Casualty                    | Annie McQueenová        | díl: Angels and Demons        |
| 2012      | Doctors                     | Zoe Durandová           | díl: Matthew & Son            |
| 2012      | Casualty                    | Tania Sullivanová       | díl: The Only One You Love    |
| 2013      | EastEnders                  | učitelka                | 1 díl                         |
| 2014      | Young Dracula               | Sally Gilesová          | hlavní role (5. řada)         |
| 2014      | Doctors                     | Amy Dobsonová           | díl: Love, Honour, Betray     |
| 2014      | Casualty                    | Eva Heggartyová         | díl: Who Cares?               |
| 2015      | The Delivery Man            | Melanie                 | díl: Truth                    |
| 2015      | Cuffs                       | Lynne                   | díl: 1.5                      |
| 2016      | Casualty                    | Carly Swinfordová       | díl: Fall on Me               |
| 2019      | Zavolejte porodní sestřičky | Cissy Pilkingtonová     | 8. řada, 6. díl               |